# Syrrhoe affinis
Syrrhoe affinis är en kräftdjursart som beskrevs av Édouard Chevreux 1908. Syrrhoe affinis ingår i släktet Syrrhoe och familjen Synopiidae. Inga underarter finns listade i Catalogue of Life.